# Ausktribosphenos nyktos
Ausktribosphenos nyktos è un mammifero estinto, appartenente agli australosfenidi. Visse nel Cretaceo inferiore (Aptiano, circa 120 - 115 milioni di anni fa) e i suoi resti fossili sono stati ritrovati in Australia.

## Descrizione
Questo animale è noto per una mandibola con denti e quindi non è possibile ricostruire fedelmente il suo aspetto. Era probabilmente grande quanto un toporagno. La forma dei molari di Ausktribosphenos è stranamente simile a quella degli attuali ricci. Erano presenti cinque premolari e tre molari, tra cui un ultimo premolare submolariforme e molari con un bacino del talonide e un trigonide basso. La mandibola era sottile e allungata, ed era dotata di un forame mandibolare in contatto con la fossa di Meckel; era inoltre presente una depressione posteriore all'osso dentale che probabilmente si articolava con altre ossa postdentali.

## Classificazione
Ausktribosphenos nyktos venne descritto per la prima volta nel 1997, sulla base di un fossile ritrovato nella regione di Victoria in Australia, in una zona nota come Flat Rocks, risalente alla fine del Cretaceo inferiore. Inizialmente Ausktribosphenos venne considerato un mammifero placentato australiano, uno dei più antichi placentati conosciuti, a causa della morfologia dei molari così simile a quella degli erinaceidi attuali. Successive indagini misero in luce importanti differenze con i placentati, soprattutto nella mandibola (la posizione del forame mandibolare e la presenza di una depressione posteriore che suggerisce la presenza di altre ossa); la forma della mandibola e dell'ultimo premolare ricordano i simmetrodonti, ma i molari sono chiaramente differenti. La somiglianza superficiale con vari gruppi di mammiferi non aiuta a classificare correttamente questo enigmatico mammifero. È probabile che Ausktribosphenos fosse un membro di un clade noto come Australosphenida, dotati di molari tribosfenici, ma non strettamente imparentati con placentati e marsupiali. Affine ad Ausktribosphenos era Bishops, un altro mammifero i cui fossili sono stati scoperti nel medesimo giacimento.